# Tempelier (bier)
Tempelier is een Belgisch bier. Het wordt gebrouwen door Brasserie du Bocq te Purnode in opdracht van Brouwerij Corsendonk te Turnhout.

## Achtergrond
Tempelier bestond reeds lang als bier. Vroeger werd het gebrouwen door Brouwerij De Sleutel uit Betekom. Toen deze brouwerij stopte, verdween het bier. Later kwam de naam vrij en begon brouwerij Corsendonk terug met de productie van een Tempelier-bier. Dit bier is echter ander bier dan het oudere. Het heeft er enkel de naam mee gemeen.
De naam “Tempelier” verwijst uiteraard naar de Tempeliers, de militair-religieuze orde uit de tijd van de kruistochten. Het tempelierskruis, een rood kruis op een witte achtergrond, staat op het etiket van het bier.

## Het bier
Tempelier is een koperkleurig bier van hoge gisting met een alcoholpercentage van 6%. Het bier werd gelanceerd in juni 2009.